# ルカシュ・クルチェク
ルカシュ・クルチェク（Łukasz Paweł Kruczek、1975年11月1日 - ）は、ポーランド、シロンスク県南部ビェルスコ・ビャワ郡ブツコヴィツェ出身の元スキージャンプ選手で現役引退後は指導者。2008年からポーランドナショナルチームのヘッドコーチを務めている。

## プロフィール
6歳でスキージャンプを始め、1994年にはノルディック複合のポーランドジュニア選手権で優勝、ポーランド選手権では3位となった。
1996年1月27日にザコパネのラージヒルでスキージャンプ・ワールドカップにデビュー、43位となった。2月11日のスキーフライング世界選手権では46位に終わった。
1997年ノルディックスキー世界選手権ラージヒルで46位、1998年長野オリンピックではラージヒル個人45位、団体8位。
1999年ノルディックスキー世界選手権ではラージヒル32位、ノーマルヒル41位、団体9位となった。
スキージャンプ・ワールドカップでは1999年11月28日にクオピオ（フィンランド）で14位となったのが自己最高位。
以降は成績は振るわず、2002-2003シーズン終了後現役を引退した。
W杯では振るわなかったが、ユニバーシアードではノーマルヒルで1997年全州大会、1999年ポプラト大会、2001年ザコパネ大会と3連覇しており、母国開催であったザコパネではラージヒルも制している。
引退後はハインツ・クッティンの元でナショナルBチームコーチを務めた後、2008年3月28日に前任のハンヌ・レピストに代わってポーランドナショナルチームの監督に就任した。